# Uvàrovskoie
Uvàrovskoie (en rus: Уваровское) és un poble del krai de Stàvropol, a Rússia, que en el cens del 2010 tenia 1.086 habitants. Pertany al districte rural de Kurskaia.